# 太空高達V
太空高達V（韓語：스페이스 간담 V）是一套南韓機械人動畫電影，由跆拳機械人V的導演金青基執導。高達V雖掛上高達之名，但機器人的外形卻像超時空要塞中的VF-1女武神，並有着與勇者萊汀相似的冒險劇情。

## 類似作品
- 超時空要塞
- 跆拳機械人V，1976年韓國動畫電影，其後推出了7部續集。
- 宇宙黑騎士（日语：宇宙黒騎士），1979年韓國動畫電影。
- 太空歷險記（英语：Astro Plan）（在日本稱為），2010年中國電視動畫。

## 引用來源
1. ↑  【韓国アニメ】スペースガンダムＶ：ニコニコ動畫
2. ↑  .   [2011-06-15]. （原始内容存档于2011-06-12）.
3. ↑  .   [2011-06-15]. （原始内容存档于2007-10-02）.